# Humberto Mayans Canabal
Humberto Domingo Mayans Canabal (Villahermosa, Tabasco, 6 de febrero de 1949) es un político mexicano. Militante del Partido Revolucionario Institucional (PRI) entre 1970 y 2001 y desde 2010 hasta su renuncia en 2018, luego de anunciar que votaría por entonces candidato opositor a la Presidencia de México, Andrés Manuel López Obrador.
Fue también militante del Partido de la Revolución Democrática (PRD) entre 2002 y 2006, al que renunció el 8 de noviembre de ese año.
Ha ocupado diversos cargos en la administración pública federal y estatal de Tabasco, así como diversos cargos de elección popular. Ha sido 2 veces Secretario de Gobierno de Tabasco y 2 veces Senador de la República, entre otros.
Actualmente es Consejero Independiente del Consejo de Administración de Petróleos Mexicanos (PEMEX).

## Trayectoria Política
Se ha desempeñado en el ámbito político y diplomático desde 1969. En ese año fue designado director general de Asuntos Jurídicos de la Gerencia de Personal de PEMEX .
Posteriormente, en 1976 ocupó la Dirección General de Economía del Gobierno del Estado de Tabasco, durante el mandato del gobernador, Mario Trujillo García. 
Entre 1979 y 1982 fue primero Subdelegado y después Delegado Político del Departamento del Distrito Federal en la entonces Delegación Venustiano Carranza, designado por el entonces regente, Carlos Hank González.
En 1983 es designado por el gobernador de Tabasco, Enrique González Pedrero, como Secretario de Comunicaciones, Asentamientos y Obras Públicas del Estado de Tabasco, cargo que ocupa hasta 1988 cuando es nombrado Secretario General de Gobierno de Tabasco por el gobernador Sustituto, José María Peralta López, con quien concluye el encargo, el 31 de diciembre de 1988.
En 1989, el presidente Carlos Salinas de Gortari lo nombra Coordinador General de Delegaciones Federales del Banco Nacional de Obras y Servicios Públicos (BANOBRAS), entonces encabezado por Fernando del Villar Moreno.
De enero de 1990 a marzo de 1991 fue Agregado de la Embajada de México en España.
En 1993 es designado Secretario de Desarrollo de Tabasco por el gobernador Sustituto, Manuel Gurría Ordóñez
El 1 de enero de 2007 vuelve a ser designado Secretario de Gobierno de Tabasco, ahora por el gobernador Andrés Granier Melo, cargo que al que renuncia el 12 de mayo de 2011.

## Senador de la República
Humberto Mayans ha sido dos veces Senador de la República; la primera ocasión para las Legislaturas LVI y LVII del Congreso de la Unión, entre el 1 de noviembre de 1994 y el 31 de agosto de 2000, electo como Senador de Segunda Fórmula por Tabasco, por el principio de Mayoría Relativa, por el PRI.
En 2012 fue electo como Senador de Primera Minoría por Tabasco por el PRI, para las Legislaturas LXII y LXIII del Congreso de la Unión. Ocupó el cargo entre el 1 de septiembre de 2012 y el 16 de junio de 2014 cuando solicitó licencia temporal al ser designado por presidente Enrique Peña Nieto, como Coordinador para la Atención Integral de la Migración en la Frontera Sur. El 5 de agosto de 2015 se reincorporó al Senado.

## Diputado Federal
En las elecciones federales de 2000 fue elector Diputado Federal por el principio de Representación Proporcional en la lista del PRI, de la Tercera Circunscripción Electoral. Se integró a la LVIII Legislatura del Congreso de la Unión el 1 de septiembre de 2000. Durante esa legislatura renuncia al PRI, el 5 de enero de 2001.

## Publicaciones
- Mayans, H. (2006). Propuesta para el Desarrollo de Tabasco. El salto hacia el siglo XXI. GEA-CEDESTAB.
- Mayans H. (2008). Política y Seguridad Nacional en el Sur en Memorias de un Simposium. El Sur desde el Sur. UJAT -UNICH.
- Mayans, H. (2011). Celebración y memoria. Tabasco ante los retos de la modernidad del Estado Nacional. Monte Carmelo.
- García, L., Loyola, R. y Mayans, H. (2012). Independencia y Revolución, entradas al tiempo. Porrúa.
- Mayans, H. (2012). Ideas y Pensamiento Político. Humberto Mayans Canabal. CEDESTAB.
- Mayans, H. (2019). Enrique González Pedrero. Un hombre de ideas. Casalia.
- Mayans H. (2020). Antimemorias. Testimonio de un época. Porrúa.